# Bancassurance
Bancassurance (z ang. bankowość ubezpieczeniowa) – współpraca instytucji bankowej i ubezpieczeniowej polegająca na pośrednictwie banków w sprzedaży usług ubezpieczeniowych (np. sprzedaż polis ubezpieczeniowych w formie indywidualnej lub grupowej klientom banku). W tym celu wykorzystywana jest sieć dystrybucji banku (oddziały, mobilni sprzedawcy – pracownicy banku, call center, Internet oraz pośrednicy finansowi – jeżeli stroną umowy z pośrednikiem jest bank, a nie ubezpieczyciel)
Bancassurance wykorzystuje zjawisko synergii popytowej, tj. sytuacji, w której popyt na jeden rodzaj usługi powoduje chęć lub potrzebę nabycia innych, często komplementarnych.
Bancassurance wchodzi w skład allfinanz, który jest sojuszem bankowo-ubezpieczeniowym stosowanym w Niemczech. Allfinanz składa się z: bankowości ubezpieczeniowej (bancassurance), assurfinance oraz działalności podmiotów należących do tzw. gospodarki realnej, które dzięki procesom liberalizacji prawa mogą świadczyć określone rodzaje usług pośrednictwa finansowego.
Współpraca banku i instytucji ubezpieczeniowej generuje korzyści obu stronom porozumienia, tj. obniżenie kosztów dystrybucji, realizacja korzyści skali, wzajemne wykorzystywanie bazy klientów, rozszerzenie zakresu usług, uzyskanie dodatkowych dochodów. Na takim partnerstwie biznesowym mogą skorzystać również klienci, którzy otrzymują w jednym miejscu kompleksową obsługę finansową, a niekiedy także możliwość zakupu polisy ubezpieczeniowej po niższych cenach.
Produkty typu bancassurance, ze względu na swoją szablonowość, mogą nie być dostosowane do potrzeb konsumenta.